# Microsoft Photo Editor
Microsoft Photo Editor (マイクロソフト　フォトエディター)とは、マイクロソフトがWindowsやMacintoshむけに販売していたオフィススイートMicrosoft Officeに付属する写真編集ソフトウェアである。Microsoft Office XPまでは標準で搭載されていたが、Microsoft Office 2003では搭載されず、その代わりに（編集機能の大部分が削除されたが）基本的な画像の補正編集機能を備えたファイル管理ツールMicrosoft Office Picture Managerが添付された。これらは、いずれも単体発売はされなかった。

## 主な機能
- スキャナなどTWAIN対応機器からの画像の取り込み
- トリミング
- ズーム（拡大表示）
- ぼかし・シャープ効果
- サイズ変更
- 画像の回転
- ネガ・ノイズ除去などの効果の適用

## 関連ソフトウェアの経緯
- Microsoft Officeの付属ソフトウェアとしてその使用権保有者に提供
  - Microsoft Photo Editor - Microsoft Office XPまで付属。
  - Microsoft Office Picture Manager - Microsoft Office 2003、2007および2010まで付属。Office 2013 以降は付属しなったが、別途に、無償公開されていたSharePoint Designer 2010をダウンロードし、スタンドアロンアプリとしてインストールすることで利用可能だった。

- Microsoft WindowsのOSの使用権保有者に提供
  - Windows 画像と FAX ビューア（通称：Windows Photo Viewer） - Windows XPのOSシステムにdllファイルとして組み込まれて動作。独立したexeファイルは存在しない。
  - Windows フォト ギャラリー - Windows Vistaで置き換えられた。
  - Windows Live Essentials (Windows Essentials) - Windows 7, 8で、初期インストール状態ではバンドルされなくなり、別途、Windows Updateを介してインストールできる特典扱いの独立したソフトウェアとなった。Windows 8.1には公式には非対応。
  - フォト（Microsoft Photos） - Windows 10 に標準搭載され、ストアでも無償配布されているメトロアプリ（ Universal Windows Platform app; (UWP) ）。写真だけでなく動画編集や、それらの自動分類も可能。マイクロソフトは公式に「Picture Manager の後継[1]」であると発表している。